# Moor-Versuchsstation in Bremen
Die Moor-Versuchsstation in Bremen (umbenannt: Bodentechnologisches Institut) war eine agrarwissenschaftliche Forschungs- und Versuchseinrichtung. Die staatliche (anfangs preußische, später niedersächsische) Institution hatte ihren Hauptsitz in Bremen.
Ziel und Aufgabe der Station war die Erforschung der bodenkundlichen, -ökologischen, hydrogeologischen und sonstigen Zusammenhänge in Ödlandböden (Moor-, Heide-, Sumpfland, …) sowie deren Einfluss auf das Pflanzenwachstum. Basierend auf den Erkenntnissen entwickelte und erprobte die Station praktische Verfahren, um solche schwierigen Böden zu kultivieren und für die Landwirtschaft nutzbar zu machen.
Die 1877 gegründete Station in Bremen war die erste Moorversuchsstation in Deutschland. Später folgten nach ihrem Vorbild zahlreiche ähnliche Stationen in anderen Teilen Deutschlands und im Ausland – die Station in Bremen behielt aber die führende Rolle auf dem Gebiet der Moorkultivierung. Bis 2008 existierte als Nachfolger das staatlich-niedersächsische Bodentechnologische Institut des Niedersächsischen Landesamtes für Bodenforschung (NLfB).

## Geschichte

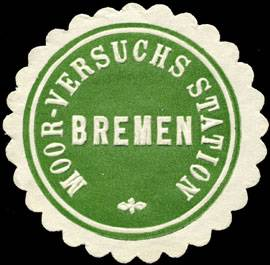
Siegelmarke der Moorversuchsstation Bremen

Gegründet wurde die Station 1877 nach einer Anregung von Friedrich Nobbe, welche von der Nordwestdeutschen Gesellschaft gegen das Moorbrennen, insbesondere namentlich Franz Buchenau, Gustav W. Focke und August Lammers, aufgegriffen und bis zur Realisierung verfolgt wurde. Auf Anraten des Ministerialdirektors Eduard Marcard installierte der preußische Landwirtschaftsminister Friedenthal die Versuchsstation als staatlich-preußische Institution und ordnete sie der kurz zuvor gegründeten Zentralmoorkommission zur wissenschaftlichen Beratung und Unterstützung zu. Da Bremen nicht zu Preußen gehörte und somit eigentlich nicht Sitz einer staatlich-preußischen Institution sein konnte, wurde ein spezieller Kooperationsvertrag geschlossen, der dies erlaubte.
An der materiellen, finanziellen und personellen Grundausstattung der Station beteiligten sich neben dem preußischen Landwirtschaftsministerium auch der Bremische Staat, der Naturwissenschaftliche Verein, der Landwirtschaftliche Verein und die vorgenannte Gesellschaft gegen das Moorbrennen. Anfangs hieß die Station vollständig noch Landwirtschaftliche Versuchsstation für Moor-, Sumpf- und Heideboden, später war sie nur noch kurz als Moorversuchsstation bezeichnet. 1885 zog die Station aus ihrem provisorischen Sitz in ein neu errichtetes Gebäude am Neustadtswall in der Alten Neustadt (damals neben dem Staatlich-Bremischen Chemischen Laboratorium, nahe der heutigen Hochschule) um.
Neben dem Verwaltungsgebäude in Bremen unterhielt die Station später einen Zweitsitz für das Emsland in Lingen sowie mehrere Außenstellen mit Freiversuchsflächen und Gewächshäusern in verschiedenen Moorgebieten (insbesondere im Teufelsmoor nordöstlich von Bremen, bei Lilienthal und Wörpedorf).
Ab der Gründung bis zum Ende des 19. Jahrhunderts entwickelten die Wissenschaftler der Moorversuchsstation Bremen die Deutsche Hochmoorkultur, bei der das Moor ohne vorherige Abtorfung durch eine Kombination aus Drainage und Bodenverbesserung mit Kunstdünger und Kalkung für die Landwirtschaft nutzbar gemacht wurde. Das bodenschonende Verfahren stellte eine deutliche Verbesserung gegenüber der bis zu diesem Zeitpunkt verbreiteten Moorbrandkultur dar. Das neue Verfahren setzte sich daher Anfang des 20. Jahrhunderts schnell als Standardverfahren in Norddeutschland und in anderen Ländern Europas durch.
Mitte des 20. Jahrhunderts entwickelte die Moorversuchsstation Bremen als weitere große Neuerung gemeinsam mit dem Unternehmen Ottomeyer die Deutsche Sandmischkultur, auch Tiefpflugkultur genannt, bei der durch Tiefpflügen eine Durchmischung der Torfschicht mit darunterliegenden Sandschichten und ein Aufbrechen der wasserundurchlässigen Ortsteinschicht erreicht wurde. Dieses Verfahren, mit dem Hochmoore mit einer Torfschichtdicke von bis zu 2 Metern in Ackerland umgewandelt werden konnten, ermöglichte in den 1950er- bis 1970er-Jahren die Kultivierung und Kolonisierung vieler norddeutscher Moore. Insbesondere bildete das Kulturverfahren eine wichtige Grundlage für den Emslandplan.
In Folge des Endes des Zweiten Weltkrieges 1945 wurde aus der Staatlich-Preußischen die Staatlich-Niedersächsische Moorversuchsstation. Der Sitz blieb in Bremen, jedoch wurde er Mitte des 20. Jahrhunderts aus der Alten Neustadt in den Osten von Bremen, in die Friedrich-Mißler-Straße, verlegt.
Im Jahr 1969 erfolgte eine Umorganisation, bei der die Zuordnung der Station vom Niedersächsischen Landwirtschaftsministerium zum Landesamt für Bodenforschung (NLfB) verschoben wurde, welches wiederum dem Wirtschaftsministerium unterstellt ist. Im gleichen Zuge wurde die Station umbenannt in Bodentechnologisches Institut Bremen (BTI).
Das Bodentechnologische Institut wurde am 30. September 2008 geschlossen.

## Bedeutende Mitarbeiter
Unter anderem wirkten die folgenden Wissenschaftler in der Moorversuchsstation:
Leiter (Direktoren, Vorsteher) der Station:
- Moritz Fleischer, Leiter 1877–1891
- Bruno Tacke, Leiter 1891–1929
- Friedrich Brüne, Leiter der Station 1929–1948; zuvor Leiter der landwirtschaftlichen Abteilung
- Werner Baden, Leiter 1948–1973
- Herbert Kuntze, Leiter 1969–1995, zuvor Abteilungsleiter

Sonstige Mitarbeiter:
- August Salfeld, ab Gründung 1877 Mitarbeiter der Station, ab 1884 Leiter der Emsland-Abteilung in Lingen
- Heinrich Immendorff,  Laboratoriumsvorsteher 1892–1900
- Carl Albert Weber, tätig in der Abteilung Botanik 1894–1924
- Carl Husemann, Leiter der landwirtschaftlichen Abteilung 1929–1949
- Karlhans Göttlich, Stipendiat in den frühen 1940er-Jahren
- Gisbert Große-Brauckmann, Kustos 1958–1967